# Topolino tra le foche
Topolino tra le foche (Wild Waves) è il titolo dell'ultimo cortometraggio di Topolino del 1929 (il suo quindicesimo).
Uscito il 15 agosto 1929.

## Trama
Topolino è un bagnino canterino che si sta facendo i fatti suoi quando sente delle grida: è Minnie che è stata trasportata in alto mare dalle onde.
Dopo vari tentativi di avvicinarsi a lei, Topolino riesce a salvare Minnie e per consolarla si mette a cantare e a ballare insieme ad alcuni pinguini e ad un gruppo di foche.
Minnie ora è felice e abbraccia e bacia il suo salvatore.